# Anoguia
Anoguia (Ανώγεια) es un municipio de la región de Rétimno en la isla de Creta, Grecia. Está en la vertiente norte del monte Psiloritis (antiguo monte Ida), a una altitud de 700-790 metros. Su nombre deriva de άνω-γαία "tierra de arriba". Su población es de 2.379 habitantes (censo de 2011).
Según una leyenda, un pastor de Axos encontró un día en un talud del Psiloritis un icono que representaba a San Juan Bautista. Como era devoto, lo cogió, se lo llevó a casa y lo puso junto a otros iconos. Al día siguiente se llevó una sorpresa cuando vio que el icono había desaparecido. Asustado, volvió al lugar en el que lo había encontrado el día anterior, y se encontró con que el icono estaba exactamente en el mismo sitio. Este fenómeno inexplicable se interpretó como una orden del cielo para que se construyera en ese lugar un templo dedicado a San Juan Bautista. Parece ser que la Iglesia de San Juan es el primer edificio del lugar que acabó llevando el nombre de "Anoguia". En los muros interiores del templo hay restos de pinturas bizantinas que se pueden datar en el siglo XI.
En 1182, cuando Creta se dividió entre los doce jóvenes príncipes de Bizancio, Anoguia le tocó a la familia Focas. En 1593 ya era un lugar importante, con 911 habitantes. Fue un lugar partidario de la revolución durante los años de la ocupación otomana; en 1822 fue arrasada por los turcos. Durante la ocupación alemana, en agosto de 1944, fue arrasada de nuevo en represalia por la participación de sus habitantes en la resistencia.
Las condiciones de vida de los habitantes de Anoguia, al igual que las de otros pueblos montañosos de Grecia, han sido muy difíciles. La mayoría de los antiguos habitantes de Anoguia eran pastores de cabras, y pocos eran granjeros. El suelo yermo, los duros inviernos, las revueltas constantes y las represalias consiguientes de los ocupantes contribuyeron a la pobreza general y a la falta de las comodidades más básicas.

## Anoguienses destacados
- Psarandonis (1942), actor, compositor, cantante e intérprete de lira.
- Nikos Xiluris (1936–1980), cantante.